# 立政寺
立政寺（りゅうしょうじ）は、岐阜県岐阜市西荘三丁目7番11にある浄土宗西山禅林寺派の寺院である。山号は亀甲山。寺号は正しくは護国院立政寺。

## 歴史
この寺は、智通上人（智通光居）が1354年（正平9年）に伊勢参宮の帰りに訪れ、念仏苦行を行い、それをみた人々が集まったのが始まりと伝えられる。全盛時には浄土宗西山派の中心寺院ともなった。1891年（明治24年）の濃尾地震で被災した。

## 文化財・史跡

### 岐阜県指定重要文化財
- 絹本著色善導大師像[2]
- 絹本著色当麻曼荼羅図[3]
- 絹本著色十三尊仏像[4]
- 絹本著色阿弥陀如来像[5]
- 絹本着色十一面観音像
- 絹本着色五大力菩薩像

### 岐阜県指定史跡
- 智通光居墓[6]
  - 智通上人は応永10年（1403年）に亡くなった。以前は本堂裏手に墓地があったが、現在は本堂前側（南西部）に改葬されている。

### 岐阜市指定文化財
- 淡墨の綸旨[7]
- 本寺末寺聖教僧衆弘通定置事智通筆[7]

## 所在地
- 岐阜県岐阜市西荘3丁目7-11
  - JR東海道本線 西岐阜駅の北西に位置する。

## その他
1609年（慶長14年）頃に安楽庵策伝が滞在していた。このこともあり、2008年（平成20年）には策伝大賞の記念植樹が境内で行なわれた。